# 帕西耶奎托
帕西耶奎托 （西班牙語：Pasieguito，1925年5月21日—2002年10月21日）全名贝纳迪诺·佩雷斯·埃利萨兰（西班牙語：Bernardino Pérez Elizarán）, 是一名西班牙足球运动员、足球教练。

## 经历
帕西耶奎托于1943年3月21日代表巴伦西亚在与格拉纳达的一场比赛中完成球员生涯首秀。在18年的职业球员生涯中曾经效力过包括巴伦西亚在内的6个俱乐部。在巴伦西亚，他赢得了1946–47赛季西班牙足球甲级联赛冠军和1954年西班牙大元帅杯（即国王杯）冠军。在22年的教练生涯中曾执教4支俱乐部，在3个不同的时期任巴伦西亚主教练，带队获得1978–79年西班牙国王杯和1980年欧洲超级杯冠军。

## 荣誉

### 球员
巴伦西亚
- 西班牙足球甲级联赛冠军 (1): 1946–47
- 西班牙大元帅杯冠军 (1): 1954

### 教练
巴伦西亚
- 欧洲超级杯冠军 (1): 1980
- 西班牙国王杯冠军 (1): 1978–1979